# Pomi
Pomi è un comune della Romania di 2 020 abitanti, ubicato nel distretto di Satu Mare, nella regione storica della Transilvania. 
Il comune è formato dall'unione di 4 villaggi: Aciua, Bicău, Borlești, Pomi.